# Cine Gibi
Turma da Mônica em Cine Gibi: O Filme é um filme brasileiro de 2004 dirigido por José Márcio Nicolosi e produzido pela Mauricio de Sousa Produções. É a sétima produção para os cinemas baseada nos quadrinhos de Turma da Mônica, de autoria de Mauricio de Sousa, que supervisionou o filme, e o primeiro filme da franquia de mesmo nome. O enredo gira em torno de uma invenção do personagem Franjinha que converte histórias em quadrinhos em filmes. No total, seis dessas histórias são apresentadas, com referências a filmes famosos e com a participação de celebridades reais, como Luciano Huck e Wanessa Camargo.
O filme foi produzido anos depois do último filme de Turma da Mônica, devido à "valorização da produção nacional" após um período de inflação. Lançado nos cinemas brasileiros em 9 de julho de 2004, com investimento da United International Pictures e orçamento de 5 milhões de reais, Cine Gibi teve recepção média da crítica e foi assistido por 31 658 espectadores em seu fim de semana de estreia. Mais tarde, foi lançado em DVD, exibido no SBT e inserido no catálogo da Netflix. O filme ganhou diversas sequências, começando com Cine Gibi 2 (2005).

## Sinopse

Luciano Huck interage com a Turma da Mônica em Cine Gibi

Mônica, Cebolinha, Cascão e Magali vão em uma caixa de papelão até um cinema do bairro para assistirem um filme a qual será projetado através de uma nova invenção de Franjinha: um projetor de gibis em forma de liquidificador que converte as historinhas das revistas em filmes animados. No caminho, eles encontram Luciano Huck que decidem os acompanhar até o cinema.
Chegando lá, a turma passa a assistir vários curtas que contam as aventuras deles, intercalados com aparições em carne e osso de várias celebridades como Fernanda Lima, Wanessa Camargo, a dupla Pedro & Thiago, além do próprio Maurício de Sousa.
As histórias presentes nos curtas do filme são:
- Em Busca do Nariz de Isabelle: Mônica está montando um quebra-cabeça, mas fica fula da vida quando falta a última peça: o nariz de Isabelle. Ela então procura o Sr. Ding Ling, o vendedor, e descobre que a última peça do quebra-cabeça do retrato de Isabelle está escondida no subsolo do Bairro do Limoeiro, e com a ajuda de Cebolinha ela vai em busca desse último fragmento.
- Concurso de Beleza: Cebolinha e Cascão explicam para a Mônica que terá um concurso de beleza no Bairro do Limoeiro, todas as meninas iriam participar e todos os meninos iriam votar. Mas eles queriam fazer uma "marmelada" para não levarem coelhadas.
- Um Amor Dentuço: Cebolinha e Cascão zombam a Mônica e começam a fugir dela, ela corre atrás deles, mas cansa rapidamente e desiste, de repente surge um vampiro chamado Ivan Piro II (Vampolfo nas histórias em quadrinhos) que quer transformar Mônica em uma vampira para ser sua amada, então ele a morde sem que ela perceba e ela lentamente vai se transformando em uma vampira. Adaptada de história publicada em Mônica nº 54 (Globo, junho de 1991).
- O Caça-Sansão: O Sansão é vítima da invenção de um cientista maluco, e se torna um enorme monstro. Cabe ao Cebolinha capturá-lo e devolvê-lo para a Mônica em sua antiga forma.
- Um Cenário para os Meus Bonequinhos: Cascão e Cebolinha  dão asas à imaginação em encantadoras  brincadeiras infantis. Até o momento em que chegam Mônica e Magali, que resolvem dar um toque feminino à diversão.
- Irmão Cascão: Cebolinha resolve nomear seu melhor amigo como irmão. Ele só não contava com jeito folgado de Cascão, que vai ocupando todos os espaços de sua casa.

No final da sessão de cinema, os personagens brincam durante os créditos finais antes de irem embora, com Jotalhão e o Louco aparecendo logo em seguida para assistir ao filme, embora este já tenha terminado.

## Elenco

### Dubladores
- Marli Bortoletto — Mônica
- Angélica Santos — Cebolinha
- Paulo Cavalcante — Cascão
- Elza Gonçalves — Magali
- Sibele Toledo — Franjinha

### Atores
- Luciano Huck
- Wanessa Camargo
- Fernanda Lima
- Pedro & Thiago
- Mauricio de Sousa

## Antecedentes e lançamento
Cine Gibi foi dirigido por José Márcio Nicolosi e produzido por Nilza Faustino e Fernando de Moraes Schier, além de ter sido produzido executivamente por José Amancio. A empresa produtora foi a Mauricio de Sousa Produções, de Mauricio de Sousa, criador de Turma da Mônica e o supervisionador geral do filme. A empresa TeleImage também é creditada. A música principal do filme, "Toque de Mágica", é de autoria de Zé Henrique, Sérgio Knust e "Marcelão", lançada sob o selo BMG Brasil.
Mauricio não criava filmes há anos; segundo o Estadão, "Havia inflação, falta de controle nas bilheterias, todo tipo de dificuldade tecnológica", e Mauricio comentou: "Se continuasse a fazer cinema iria à falência". Cine Gibi foi produzido e lançado devido à "valorização da produção nacional". Celebridades reais aparecem no filme: Luciano Huck, Wanessa Camargo, Fernanda Lima, Pedro e Thiago e Mauricio de Sousa; segundo o último, o filme foi feito para que essas participações especiais fossem trocadas para celebridades locais, em lançamentos internacionais. O filme foi feito "às pressas", para o lançamento coincidir com o período de férias escolares. A United International Pictures investiu 700 mil reais no filme, e o orçamento foi de 5 milhões.
Uma das primeiras publicações anunciando o lançamento do filme foi feita em 23 de março de 2004; o Tribuna da Imprensa publicou que o filme estava previsto para julho. Um trailer foi publicado no dia 5 de julho de 2004, com o filme sendo lançado quatro dias depois. No fim de semana de 9 a 11 de julho, o filme atraiu 31 658 espectadores. Em outubro, o filme foi lançado em DVD, sendo o primeiro do Brasil com a opção de língua de sinais. Segundo a Rede Blockbuster, o DVD foi o terceiro mais vendido na semana de 3 a 10 de janeiro de 2005. O filme foi exibido em 9 de julho de 2008 no SBT. Em uma data desconhecida, foi colocado no catálogo da Netflix, e removido no dia 8 de agosto de 2017, voltando no dia 9 de maio de 2021.

## Recepção crítica
| Críticas profissionais | Críticas profissionais |
| Avaliações da crítica  | Avaliações da crítica  |
| Fonte                  | Avaliação              |
| ---------------------- | ---------------------- |
| CineClick              | (positiva)             |
| Cineplayers            | 3/10                   |
| Correio Braziliense    | [ 16 ]                 |
| Omelete                | [ 6 ]                  |
| UOL Cinema             | [ 2 ]                  |

Em geral, o filme recebeu críticas mistas. Sobre as histórias, Roberto Guerra, ao CineClick, as chamou de "divertidas", enquanto Rodrigo Cunha, ao Cineplayers, disse que são "sem diversão alguma". Ele criticou duramente a presença das celebridades reais no filme, classificando como "sem graça, sem carisma e sem vergonha na cara", com exceção a Luciano Huck, que "não faz uma participação ruim". Marcelo Forlani notou ao Omelete que "[a] presença dos artistas não acrescenta nada à narrativa", e Tiago Faria do Correio Braziliense disse que a participação deles não era necessária. Marcelo acusou ainda Mauricio de Sousa de "[utilizar] celebridades para esconder roteiros fracos". Roberto (CineClick) discordou, dizendo que o filme tem um "argumento bem construído".
Marcelo (Omelete) classificou a animação como "bastante simples", mas "bem feita", utilizando "uma técnica que facilita a produção rápida de diversos minutos de filme". Roberto (CineClick) disse que o filme tem "boa qualidade técnica". Contrariamente, Rubens Ewald Filho, ao UOL Cinema disse: "Como pode este filme da Turma da Mônica, de 2004, ser tecnicamente inferior aos desenhos dos anos 80? [...] a animação é truncada". Tiago (Correio Braziliense) elogiou que o filme é voltado para as crianças, sem piadas de duplo sentido; "um filme infantil como não se faz mais". De maneira similar, Roberto (CineClick) disse que "deve cativar a criançada", e Marcelo (Omelete) disse: "o foco está nos pequenos". Rodrigo (Cineplayers) disse: "As piadas não possuem a inocência que fizeram sucesso no gibi e partem para apelos totalmente visuais [...] Pelo menos não partiram para um apelo sexual para fazer as crianças rir [...]"